# Tatsuya Morita
Tatsuya Morita (守田 達弥, Morita Tatsuya) est un footballeur japonais né le 3 août 1990. Il évolue au poste de gardien de but.

## Biographie
Il est demi-finaliste de la Coupe de la Ligue en 2015 avec l'Albirex Niigata.